# Sandra Gasser
Sandra Gasser (Berna, 27 luglio 1962) è un'ex mezzofondista svizzera.

## Palmarès

### Mondiali indoor
- 1 medaglia:
  - 1 bronzo (Toronto 1998 nei 1500 m piani)

### Europei
- 1 medaglia:
  - 1 bronzo (Spalato 1990 nei 1500 m piani)

### Europei indoor
- 3 medaglie:
  - 1 oro (Lievin 1987 nei 1500 m piani)
  - 1 argento (Glasgow 1990 nei 1500 m piani)
  - 1 bronzo (Göteborg 1984 nei 1500 m piani)